# Suroż Sudak
Suroż Sudak (ukr. Футбольний клуб «Сурож» Судак, Futbolnyj Kłub "Suroż" Sudak) – ukraiński klub piłkarski z siedzibą w Sudaku, w Republice Autonomicznej Krymu.

## Historia
Chronologia nazw:
- 19??—19??: Suroż Sudak (ukr. «Сурож» Судак)

Drużyna piłkarska Suroż Sudak została założona w mieście Sudak w XX wieku. Zespół występował w rozgrywkach lokalnych. Od początku rozgrywek w niezależnej Ukrainie klub w sezonie 1992/93 występował w Mistrzostwach Ukrainy spośród drużyn amatorskich, w których zajął 1 miejsce w 6 grupie i zdobył awans do Przejściowej Lihi. Nie udało mu się jednak utrzymać na szczeblu profesjonalnym, klub zajął w lidze spadkowe, 16 miejsce i został pozbawiony statusu profesjonalnego. W sezonie 1994/95 zespół ponownie startował w Mistrzostwach Ukrainy spośród drużyn amatorskich. Potem kontynuował występy w rozgrywkach Mistrzostw i Pucharu Republiki Autonomicznej Krymu.

## Sukcesy
- 16 miejsce w Przejściowej Lidze:

1993/94
- 1 miejsce w Mistrzostwach Ukrainy spośród drużyn amatorskich, grupie 6:

1992/93
- mistrz Republiki Autonomicznej Krymu:

1996/97